# A mindenség elmélete (film)
A mindenség elmélete (eredeti cím: The Theory of Everything) 2014-ben bemutatott brit életrajzi dráma. Stephen Hawking és felesége Jane Wilde Hawking megismerkedését és életét mutatja be. Mivel a film Jane Utazás a végtelenbe – A mindenség elmélete című könyve alapján készült, így inkább a feleség szemszögén keresztül láthatjuk kapcsolatukat.
2014. szeptember 7-én, a 39. Torontói Nemzetközi Filmfesztiválon mutatták be.
2015-ben négy Golden Globe-díjra jelölték a filmet, melyből 72. Golden Globe-gálán kettőt vihetett el. Az Filmművészeti és Filmtudományi Akadémia 2015. január 15-én tartott sajtótájékoztatóján jelentették be, hogy a filmet összesen öt Oscar-díjra jelölték. A 2015. február 22-én megtartott 87. Oscar-gálán a filmben Stephen Hawking-ot alakító Eddie Redmayne nyerte meg a legjobb férfi főszereplőnek járó Oscar-díjat.

## Cselekménye
A mindenség elmélete egy igaz történet alapján készült film, amely Stephen Hawking világhírű elméleti fizikus életét mutatja be. A főhős a cambridge-i egyetemen tanult, amikor megismerte jövendőbeli feleségét    és három gyermekének édesanyját, Jane-t. Ekkoriban motoros neuronbetegséget diagnosztizáltak nála. Ennek következtében az idegsejtjei nem tudják egymás között átadni az információt és Hawking professzor nem lesz képes mozogni. Az orvosok két évet adtak neki.
A későbbiekben beszélni sem tud. A házaspár mindennapjai során rengeteg nehézségekkel kell megküzdeniük. A kerekesszékes betegnek és feleségének a gyermeknevelés is sok gondot jelent.

## Szereplők
| Szereplő               | Színész          | Magyar hang      |
| ---------------------- | ---------------- | ---------------- |
| Stephen Hawking        | Eddie Redmayne   | Szatory Dávid    |
| Jane Wilde Hawking     | Felicity Jones   | Gáspár Kata      |
| Jonathan Hellyer Jones | Charlie Cox      | Miller Zoltán    |
| Brian                  | Harry Lloyd      | Fehér Tibor      |
| Kip Thorne             | Enzo Cilenti     | Kárpáti Levente  |
| Dennis Sciama          | David Thewlis    | Tahi Tóth László |
| Sarah                  | Victoria Emslie  | Bálizs Anett     |
| Beryl Wilde            | Emily Watson     |                  |
| George Wilde           | Guy Oliver-Watts |                  |
| Elaine Mason           | Maxine Peake     |                  |

## Díjak és jelentősebb jelölések

### Elnyert díjak
Oscar-díj (2015)
- díj: legjobb férfi főszereplő – legjobb férfi alakítás – Eddie Redmayne
- jelölés: legjobb film
- jelölés: legjobb adaptált forgatókönyv – Anthony McCarten
- jelölés: legjobb filmzene – Jóhann Jóhannsson
- jelölés: legjobb női főszereplő – Felicity Jones

Golden Globe-díj (2015)
- díj: legjobb férfi főszereplő – filmdrámai – Eddie Redmayne
- díj: legjobb eredeti filmzene – Jóhann Jóhannsson
- jelölés: legjobb női főszereplő – filmdráma – Felicity Jones
- jelölés: legjobb filmdráma

BAFTA-díj (2015)
- díj: legjobb adaptált forgatókönyv – Anthony McCarten
- díj: legjobb férfi főszereplő – Eddie Redmayne
- díj: legjobb brit film – Tim Bevan, James Marsh, Eric Fellner, Anthony McCarten, Lisa Bruce
- jelölés: legjobb film – Anthony McCarten, Lisa Bruce, Eric Fellner, Tim Bevan
- jelölés: legjobb rendező – James Marsh
- jelölés: legjobb jelmeztervezés – Steven Noble
- jelölés: legjobb vágás – Jinx Godfrey
- jelölés: legjobb smink
- jelölés: legjobb filmzene – Jóhann Jóhannsson
- jelölés: legjobb női főszereplő – Felicity Jones